# Alessandra Negrini
Alessandra Vidal de Negreiros Negrini (n. 29 august 1970, São Paulo) este o actriță braziliană.

## Biografie
Fiica inginerului Luiz Eduardo Osório Negrini și pedagogul Neusa Vidal de Negreiros, Alessandra și-a petrecut copilăria și adolescența în Santos. La vârsta de 18 ani sa înscris într-un curs de teatru și la acea dată a fost chemată să facă teste la Rede Globo.

## Viața personală
În 1996 a început să-l întâlnească pe actorul Murilo Benício. În 1997 au mers să locuiască împreună, iar în același an aveau un fiu, Antônio. După separare, care a avut loc în 1999, a avut loc actorii Marcos Palmeira și, ulterior, André Gonçalves.
În 2001, el sa întâlnit cu cântăreața Otto. Au început să se întâlnească și s-au mutat împreună în același an. În 2003, sa născut fiica cuplului Betina. În 2008, separarea a avut loc.

## Filmografie

### Televiziune
- 1993 : Retrato de Mulher : Bruna
- 1993 : Olho no Olho : Clara
- 1994 : Você Decide
- 1995 : Engraçadinha: Seus Amores e Seus Pecados : Engraçadinha (tineri)
- 1995 : Cara e Coroa : Natália Santoro
- 1996 : A Comédia da Vida Privada
- 1997 : Anjo Mau : Paula Novaes
- 1998 : Meu Bem Querer : Rebeca Maciel
- 2000 : Cucerirea : Isabel Olinto
- 2000 : Brava Gente : Natália
- 2001 : Os Normais : Sílvia
- 2002 : Desejos de Mulher : Selma Dumont
- 2003 : Sítio do Pica-Pau Amarelo : Rapunzel
- 2004 : Celebritate : Marília Prudente da Costa
- 2006 : JK : Yedda Ovalle Schidmt
- 2007 : Paraíso Tropical : Paula Viana / Taís Grimaldi
- 2010 : As Cariocas : Marta
- 2010 : Tal Filho, Tal Pai : Barbara Leão
- 2012 : Lado a Lado : Catarina Ribeiro
- 2014 : Boogie Oogie : Susana Bueno
- 2016 : Lúcia McCartney : Júlia
- 2018 : Orgulho e Paixão : Susana Adonato